# 華山親義
華山 親義（はなやま ちかよし、1900年（明治33年）9月26日 - 1972年（昭和47年）8月10日）は、昭和期の官僚、外交官、政治家。衆議院議員。旧姓・江口。

## 経歴
山形県で江口親明の二男として生まれ華山儀一郎の養子となる。山形高等学校を経て、1926年（大正15年）東京帝国大学法学部を卒業。同年、内閣統計局に入局し統計局属に任じられ、同年12月、高等試験行政科試験に合格した。
以後、統計局書記官・庶務課長、興亜院書記官・総裁官房勤務、大東亜書記官・大臣官房会計課長、北京大使館参事官兼総領事などを務めた。戦後、参議院常任委員会専門員、山形県副知事などを歴任した。
1962年（昭和37年）7月の第6回参議院議員通常選挙に山形県地方区から日本社会党公認で出馬して次点で落選。1963年（昭和38年）11月の第30回衆議院議員総選挙に山形県第1区から出馬して初当選し、その後、第32回総選挙まで再選され、衆議院議員に連続3期在任した。この間、地方制度調査会委員、東北開発審議会委員、社会党地方公営企業対策委員会事務局長、同在外財産並びに戦争犠牲者問題特別副委員長、同院内役員、同国土開発委員会事務局長、同過疎対策特別副委員長、同山形県本部顧問などを務めた。議員在任中の1972年8月に死去した。

## 親族
- 妻 華山モト（養父長女）[3][4]